# Mimela despumata
Mimela despumata är en skalbaggsart som beskrevs av Ohaus 1915. Mimela despumata ingår i släktet Mimela och familjen Rutelidae. Inga underarter finns listade i Catalogue of Life.